# ドラキュラ (1979年の映画)
『ドラキュラ』（原題：Dracula）は、1979年制作のイギリス・アメリカ合衆国のホラー映画。
ブラム・ストーカー原作の『吸血鬼ドラキュラ』を基にした、ハミルトン・ディーンとジョン・L・ボルダーストン作の舞台劇の映画化。ジョン・バダム監督で、舞台と同じフランク・ランジェラがドラキュラ伯爵を演じている。第7回サターンホラー映画賞受賞。

## あらすじ
1913年、イギリス・ヨークシャーのとある海沿いの町の沖合いで、1隻の機帆船が荒れ狂う嵐に翻弄された挙げ句に難破した。
難破地点の近くにあるスウォード精神病院に静養を兼ねて滞在していたミーナはある夜、難破船を見に行くと、不思議な狼に導かれて洞窟に入り、倒れている1人の男を発見するが、実はその男は吸血鬼ドラキュラ伯爵であった。難破船にはドラキュラの棺が積まれていたのだ。
スウォード邸に招かれたドラキュラは、ミーナに生命を助けてもらった礼を言うが、ミーナはすっかりドラキュラに魅入られていた。そしてある夜、ミーナはドラキュラに血を吸われて死んでしまう。
その知らせを聞いたアムステルダム大学の教授で吸血鬼ハンターとして知られるヴァン・ヘルシングは、急ぎ現地に向かう。実はミーナは彼の娘だった。彼はドラキュラに血を吸われたミーナも吸血鬼と化したことを知り、墓を掘ってミーナを杭で突き刺して滅ぼす。
ドラキュラは次に、スウォードの娘ルーシーをターゲットにする。ルーシーもまたドラキュラの虜になり、2人はドラキュラの故郷ルーマニアに向かおうとする。それを知ったヴァン・ヘルシングも後を追う。

## キャスト
| 役名                                 | 俳優                       | 日本語吹替                    |
| 役名                                 | 俳優                       | テレビ朝日版                  |
| ------------------------------------ | -------------------------- | ----------------------------- |
| ドラキュラ伯爵                       | フランク・ランジェラ       | 岡田真澄                      |
| エイブラハム・ヴァン・ヘルシング教授 | ローレンス・オリヴィエ     | 高橋昌也                      |
| ジャック・スウォード博士             | ドナルド・プレザンス       | 富田耕生                      |
| ルーシー・スウォード                 | ケイト・ネリガン           | 鈴木弘子                      |
| ジョナサン・ハーカー                 | トレヴァー・イヴ           | 津嘉山正種                    |
| ミーナ・ヴァン・ヘルシング           | ジャン・フランシス         | 宗形智子                      |
| アニー                               | ジャニーヌ・デュヴィッキー | 鵜飼るみ子                    |
| レンフィールド                       | トニー・ヘイガース         | 田中康郎                      |
| スウェールズ                         | テディ・ターナー           | 千葉耕市                      |
| ギャロウェイ夫人                     | クリスティン・ホーワース   | 沼波輝枝                      |
| フィンドリー                         | ジョー・ベルチャー         | 笹岡繁蔵                      |
| 船長                                 | ガポール・ヴァーノン       | 野本礼三                      |
| 港湾長                               | フランク・ピーチ           | 広瀬正志                      |
|                                      |                            |                               |
| 演出                                 | 演出                       | 左近允洋                      |
| 翻訳                                 | 翻訳                       | 篠原慎                        |
| 効果                                 |                            |                               |
| 調整                                 |                            |                               |
| 制作                                 | 制作                       | グロービジョン                |
| 解説                                 | 解説                       | 淀川長治                      |
| 初回放送                             | 初回放送                   | 1982年8月1日 『日曜洋画劇場』 |

※日本語吹替はBD収録

## 日本語字幕
高瀬鎮夫